# جائزة البرازيل الكبرى 2000
جائزة البرازيل الكبرى 2000 (بالإنجليزية: 2000 Brazilian Grand Prix)‏ هو سباق فورمولا 1 أقيم بتاريخ 26 مارس 2000 في حلبة جوزيه كارلوس بيس للسيارات، البرازيل. كان الثاني من أصل 17 في بطولة العالم لسباقات الفورمولا واحد موسم 2000. حلّ الألماني مايكل شوماخر أولا بينما جاء الإيطالي جانكارلو فيزيكيلا في المركز الثاني وحصل على المركز الثالث الألماني هاينز هارالد فرينتزين.